# 博伊金 (阿拉巴馬州)
博伊金（英語：Boykin）是位於美國阿拉巴馬州威爾科克斯縣的一個非建制地區和人口普查指定地區。根據2010年美國人口普查，該地人口為275人，而該地的面積約為6.92平方千米。

## 地理
博伊金的座標為32°04′42.08″N 87°16′49.33″W / 32.0783556°N 87.2803694°W，而該地最高點為海拔高度39米（即128英尺）。